# Jorunna pardus
Jorunna pardus är en snäckart som beskrevs av Wilhelm Julius Behrens och R. Henderson 1981. Jorunna pardus ingår i släktet Jorunna och familjen Kentrodorididae. Inga underarter finns listade i Catalogue of Life.